# Северо-Казахстанская область
Се́веро-Казахста́нская о́бласть (каз. Солтүстік Қазақстан облысы / Soltüstık Qazaqstan oblysy) — область в северной части Казахстана. Административный центр — город Петропавловск.

## Физико-географическая характеристика

### Географическое положение
Северо-Казахстанская область расположена на севере Казахстана, занимает южную окраину Западно-Сибирской равнины и часть Казахского мелкосопочника (Сары-Арки). Граничит на севере с Курганской, Тюменской и Омской областями России, на юго-востоке — с Павлодарской областью, на юге — с Акмолинской областью, на западе — с Костанайской областью. Вся территория области расположена в часовом поясе UTC+5.
Территория области равна 97 993 км² и составляет 3,6 % территории Казахстана. Расстояние по прямой между крайними точками в направлении север — юг равно 375 км, запад — восток — 602 км. Координаты крайней северной точки — 55°26’ с. ш. и 68°59’ в. д., крайней южной точки — 52°13’ с. ш. и 67° в. д., крайней западной точки — 54° с. ш. и 65°57’ в. д., крайней восточной точки — 52°50’ с. ш. и 74°02’ в. д.
На юге расположена гора Жаксы-Жалгызтау (748 м) — высшая точка области, низшей точкой является расположенное на востоке области озеро Теке (28 м).

### Климат
Климат резко континентальный, относится к Западно-Сибирской климатической области умеренного пояса. Зима холодная и продолжительная, лето сравнительно жаркое, с преобладанием ясной, часто засушливой погоды. Средняя температура января −18,6 °C, июля +19,0 °C. Самые низкие температуры воздуха — около −48 °C (станция Булаево, 1968 год), самые высокие — около +41 °C (город Сергеевка, 2014 год). Продолжительность периода со средними суточными температурами выше 0 °C составляет в среднем 125 дней. Средняя дата перехода температуры через 0 °C — 10—15 апреля, через +5 °C — 22—25 апреля.
Продолжительность дня в течение года меняется от 7 до 17 часов. За год в северных районах области наблюдается до 78 безоблачных дней, в южных районах — до 41. Продолжительность солнечного сияния в год составляет 1900—2000 часов. Суммарная солнечная радиация в среднем составляет 95 ккал/см² в год, из которых 65 ккал — прямая радиация, 30 ккал — рассеянная радиация.
Среднее годовое количество осадков составляет 350 мм, из них 80—85 % выпадет в тёплое время года (апрель—октябрь). Снежный покров лежит около 5 месяцев — с ноября по март, к концу зимы имеет среднюю мощность 25 см.

### Гидрография
Реки принадлежат бассейну Оби. Территория области почти в меридиональном направлении пересечена долиной реки Ишим (с притоками Иманбурлык и Акканбурлык), ширина которой меняется от нескольких километров на юге до 20-22 км на севере области.
На территории области находится 3425 котловин существующих и исчезнувших озёр. По площади водного зеркала самыми крупными из них являются: Силетытениз (777 км²), Теке (265 км²), Шагалалытениз (240 км²), Киши-Караой (102 км²). Площадь до 30-50 км² и более имеют котловины таких озёр как Сиверга, Менгисер, Становое, Большой Тарангул (Таранколь). Количественно преобладают озёра и озёрные котловины с площадями около 1 км². Наибольшими глубинами отличаются озёра Кокшетауской возвышенности: Шалкар — 15 м, Жаксы-Жалгызтау — 14,5 м, Имантау — 10 м; преобладают озёра с глубинами менее 3—5 м. На реке Ишим на территории области существует Сергеевское водохранилище площадью около 117 км².
На территории области проложен Булаевский водопровод длиной 1694 км, обеспечивающий водой населённые пункты и использующийся для обводнения сельскохозяйственных земель.

### Природа
Северо-Казахстанская область находится в пределах лесостепной и степной зон. В лесостепи выделяют южную лесостепь и колочную лесостепь. Южная лесостепь занимает север области и представлена сочетанием берёзовых и осиново-берёзовых лесов на серых лесных почвах и солодях с разнотравно-злаковыми луговыми степями на выщелоченных чернозёмах и лугово-чернозёмных почвах, встречаются осоковые болота, иногда с ивовыми зарослями. Колочная лесостепь занимает большую часть Северо-Казахстанской области. Осиново-берёзовые колки образуют разрежённые лесные массивы на солодях. Преобладают разнотравно-ковыльные степи на обыкновенных чернозёмах, в основном распаханные. Покрытая лесом площадь составляет около 8 % территории, леса преимущественно берёзовые.

## История

### Кимакский каганат

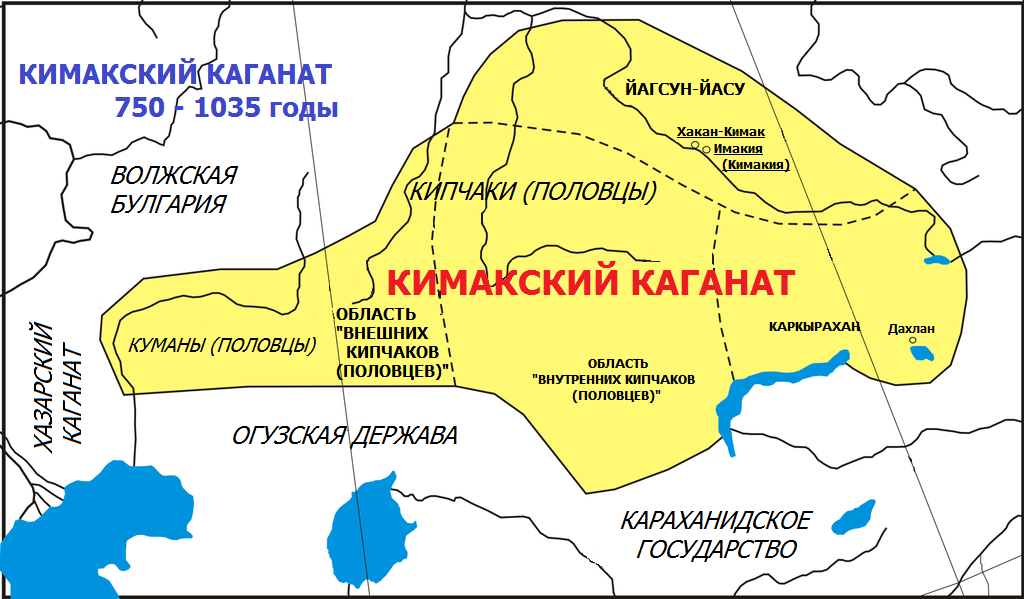
Кимаский каганат, кочевая империя на Севере Казахстана

Кимакский каганат — древнетюркское государство, располагавшееся на территории современного Северного, Центрального и Восточного Казахстана и Южной Сибири примерно в середине IX века по 1035 годы. Каганат был основан древним тюркским народом кимак, которые ушли на запад после падения Восточно-Тюркского каганата. Каганат населяли эймуры, татары, байандуры, ланиказы, аджлау, смешанные кимако-кыргызские племена и другие. Столицей каганата был город Имакия на берегу реки Иртыш.
Северной границей Кимакского каганата была Сибирская тайга, восточной были горы Алтая, южная заканчивалась в безжизненной степной Приаральской зоне, западная — в степях бассейна реки Яик (Урал). Перед серединой VIII века Кимакский каганат граничил с карлуками и тогуз-огузами на юге, с енисейскими кыргызами на востоке, с Хазарским каганатом на западе и северо-западе. В IX веке, после образования Булгарского эмирата, она стала граничить с Кимакским каганатом на северо-западе .
Официальной религией в Кимакском каганате в начале была — манихейство, воспринятое с его     книжностью, был распространен также буддизм, позднее, с VIII века, — ислам. Кимакский принц, сын кагана аль-Джахан ибн Хакан аль-Кимаки оставил после сведения на арабском языке труд про города, культуру и историю Кимакского каганата.
Кимакские язычники также поклонялись скалам с изображениями (по-видимому, древними петроглифами) и изображениями человеческих ног. Аль-Идриси говорил о вере в различных духов и о принятии некоторыми кимаками манихейства и ислама .

### Золотая Орда

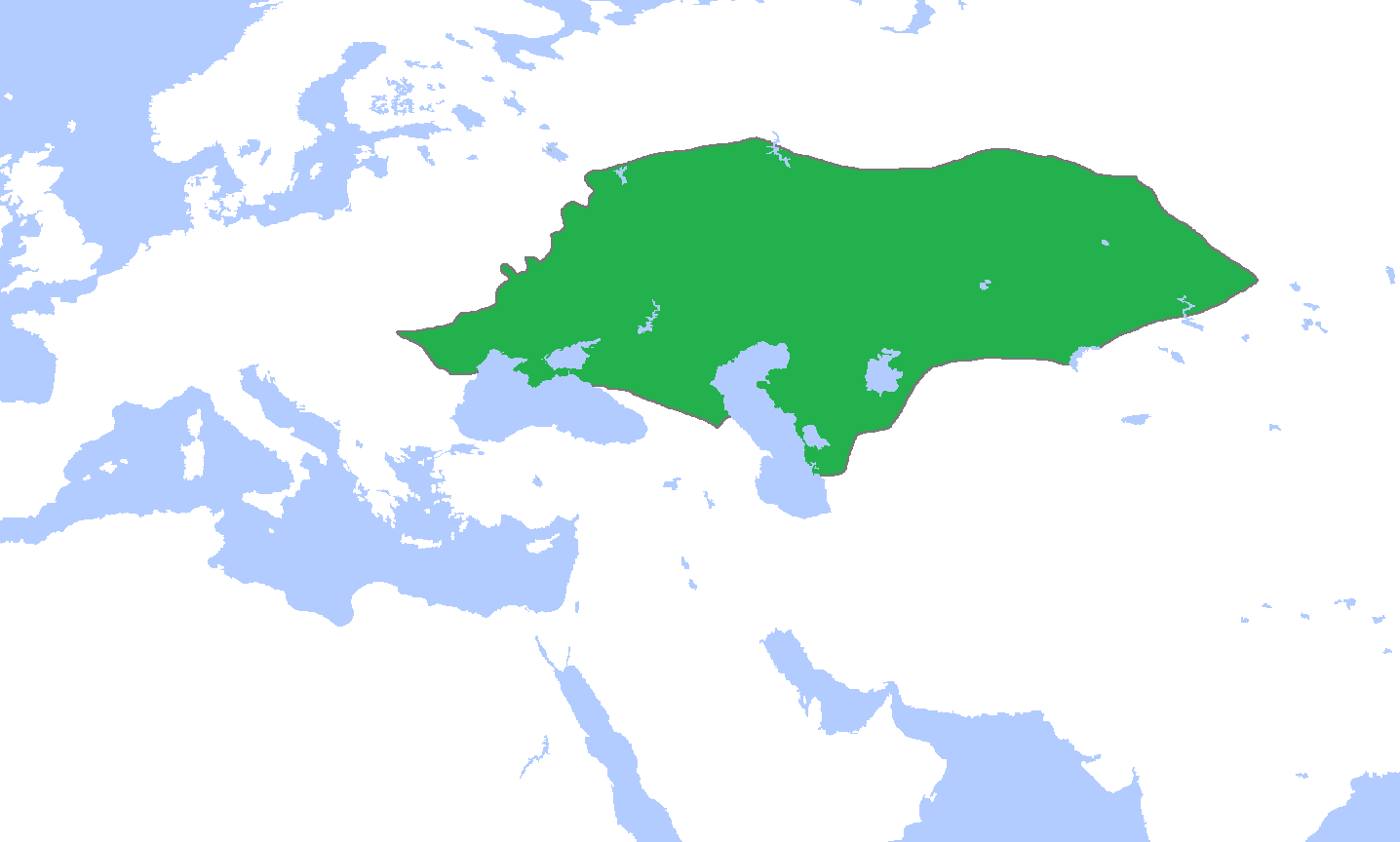
Территория Улуса Джучи (Золотой Орды) в 1300 году

Золотая Орда была крупнейшей империей на территории Казахстана в средневековье и занимала земли от Оби на востоке до Поволжья, степные территории от Волги до Дуная на западе, земли от Сырдарьи и низовьев Амударьи на юге до Вятки на севере. Население Золотой Орды было как кочевым, так и оседлым.

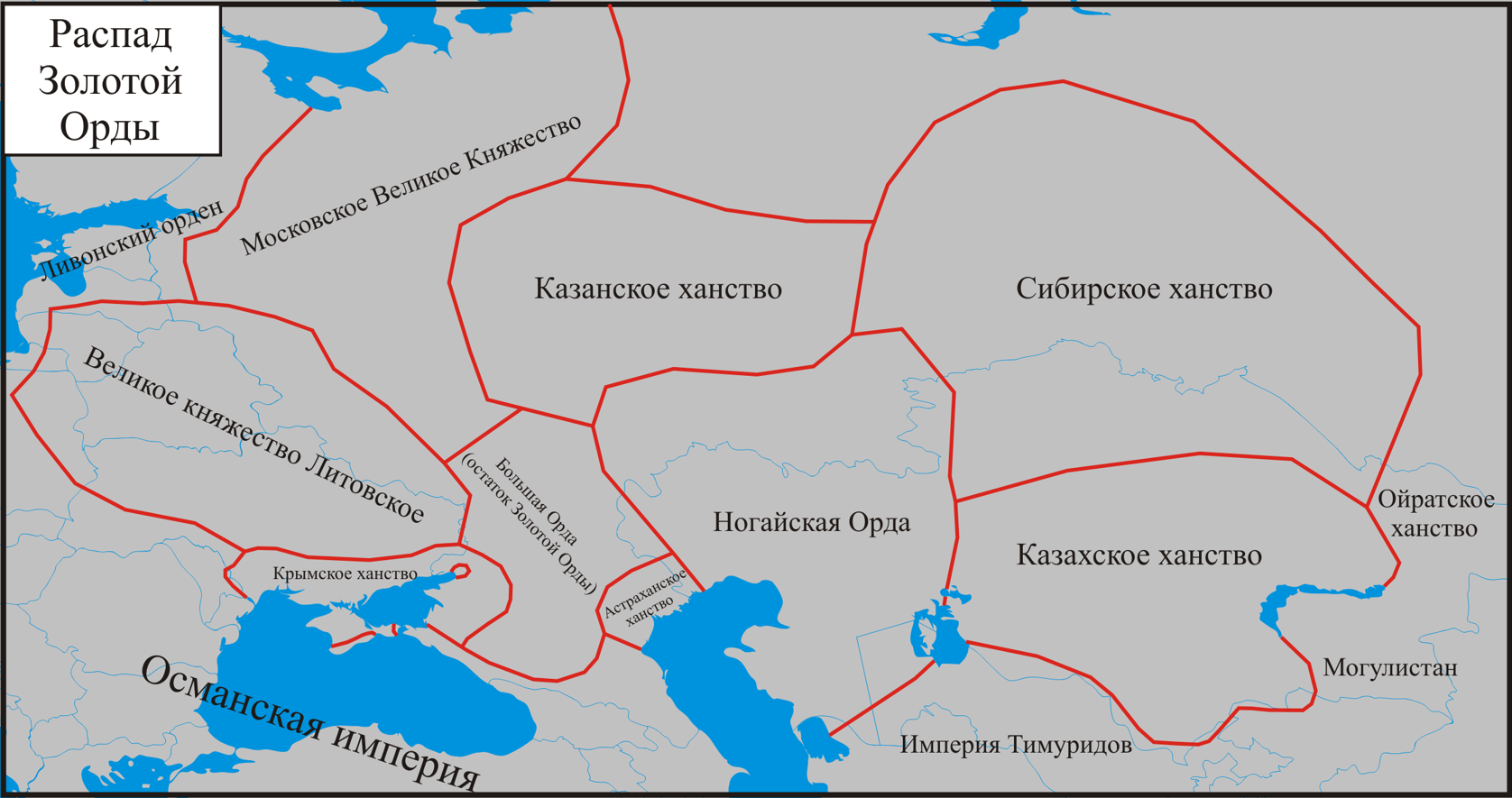
Распад Золотой Орды, вторая половина XV века

Земли Северного Казахстана входили в состав двух улусов: Шибанидский улус и улус Орда-Ежена.
В начале 1420-х годов после распада Золотой Орды образовалось Сибирское ханство, в 1428 — Узбекское ханство, затем возникли Казанское (1438), Крымское (1441) ханства, Ногайская Орда (1440-е годы) и Казахское ханство (1465). После смерти хана Кичи-Мухаммеда в 1459 году, Золотая Орда перестала существовать как единая империя. 
Территория современной Северо-Казахстанской области входил в состав Сибирского и Узбекского ханства, а затем начиная с XV века в состав Казахского ханства.

### Казахское ханство

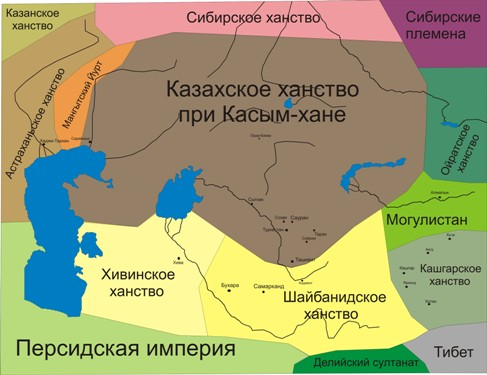
Казахское ханство в 16 веке при Касым-хане

В 15 веке земли современной Северо-Казахстанской области вошли в состав Казахского ханства.
Казахское ханство, возникло в 1465 году на территории современного Казахстана и прилегающих к нему государств вследствие распада Золотой Орды, а затем Узбекского ханства в 1468 году.
В эпоху правления Касыма, Хак-Назара, Тауекеле и Есима Казахское ханство достигло своего расцвета.
Казахское ханство (1465-1824) состояло из 3 жузов — Старшего, Среднего и Младшего во главе со своими ханами.
В 1740-е годы хан Среднего Жуза Абылай хан принял подданство Российской империи . На протяжении XVIII ― первой половины XIX века линии русских укреплений постепенно выносились всё глубже в степь. Для контроля над краем были построены Оренбург, Петропавловск, Акмолинск, Семипалатинск и другие укрепления. Таким образом, уже 1740-е годы началось присоединение территории Северного Казахстана в состав Российской империи. 

### Российская империя и Советский Союз
На территории Северо-Казахстанской области в 19 веке проживали племена Среднего жуза: аргыны (роды атыгай, карауыл, канжыгалы, каракесеки), кереи (курсары, аксары), кыпшак (кулан), уаки.

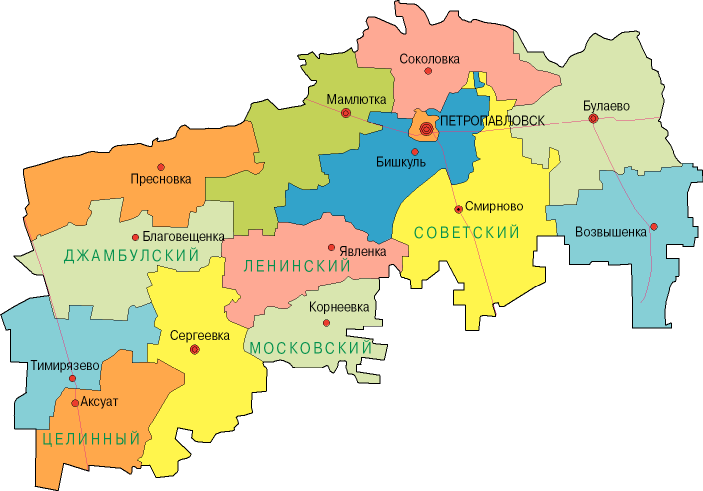
Северо-Казахстанская область в 1987 г.

Один из значительных этапов переселения на территории современной Северо-Казахстанской области пришелся на конец XIX—начало XX веков и связан в первую очередь с открытием Сибирской железной дороги и Столыпинской аграрной реформой. Именно в этот период был заложен фундамент украинской общины в Казахстане.
По результатам этих переселений украинцы составляли большинство населения северных регионов Казахстана на обширной территории Степного края, именуемый в историографии как «Серый Клин».
В 1921—1928 годах Петропавловск был центром Акмолинской губернии Киргизской АССР (с 1925 — Казакской АССР).
В начале 20-х годов XX века красными было подавлено Западно-Сибирское восстание — крупнейшее антибольшевистское вооружённое выступление крестьян, казаков, части рабочих и городской интеллигенции в РСФСР.
Северо-Казахстанская область была образована из северных районов Карагандинской области и Каркаралинского округа постановлением ВЦИК от 29 июля 1936 года.
Указом Президиума ВС СССР от 14 октября 1939 года город Степняк и 11 южных районов (Арык-Балыкский, Атбасарский, Зерендинский, Есильский, Калининский, Макинский, Молотовский, Рузаевский, Сталинский, Щучинский и Энбекшильдерский) отошли вновь образованной Акмолинской области.
Награждена орденом Ленина 28 октября 1966 года.
В результате административно-территориальной реформы 1997 года в состав Северо-Казахстанской области были включены ряд районов упразднённой Кокчетавской области (современные Айыртауский (рц — село Саумалколь — бывшее Володарское), Ленинский (рц — посёлок Талшик), район им. Габита Мусрепова (рц — село Новоишимское), Тайыншинский (рц — город Тайынша — бывший Красноармейск) и Уалихановский районы (рц — село Кишкенеколь — бывший Кзылту) с большим удельным весом казахского населения. В состав Северо-Казахстанской области в старых границах (до 1997 года) входили современные районы: Аккайынский район (рц — село Смирново), Есильский (рц — село Явленка), Жамбылский (рц — село Пресновка), район Булаевский (рц — город Булаево), район Возвышенский (рц — село Возвышенка), Кызылжарский (рц — село Бишкуль), Мамлютский (рц — город Мамлютка), Тимирязевский (рц — село Тимирязево), район Шал акына (рц — город Сергеевка), в которых преимущественно и в настоящее время проживает русское население.

## Административно-территориальное деление

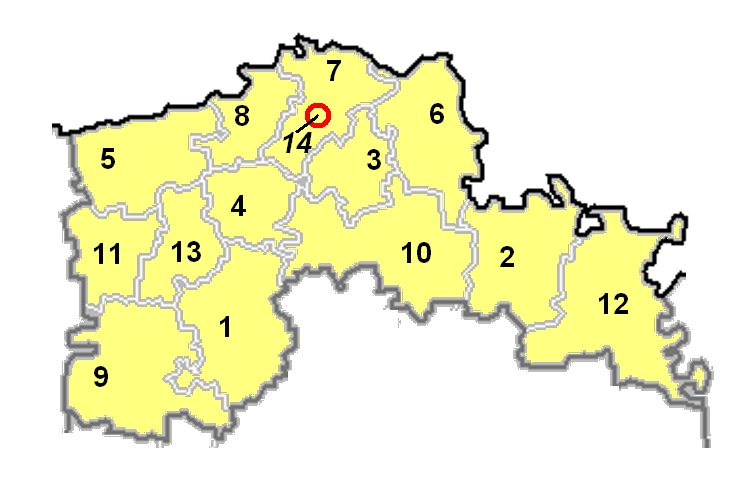
Административная карта области

Область делится на 13 районов и 1 город областного значения — город Петропавловск:
1. Айыртауский район — рц село Саумалколь
2. Акжарский район — рц село Талшик
3. Аккайынский район — рц село Смирново
4. Есильский район — рц село Явленка
5. Жамбылский район — рц село Пресновка
6. район Магжана Жумабаева — рц город Булаево
7. Кызылжарский район — рц село Бишкуль
8. Мамлютский район — рц город Мамлютка
9. район им. Габита Мусрепова — рц село Новоишимское
10. Тайыншинский район — рц город Тайынша
11. Тимирязевский район — рц село Тимирязево
12. Уалихановский район — рц село Кишкенеколь
13. район Шал Акына — рц город Сергеевка
14. город Петропавловск

Количество городов — 5. Количество сельских округов — 190. Количество сёл — 689.

## Население

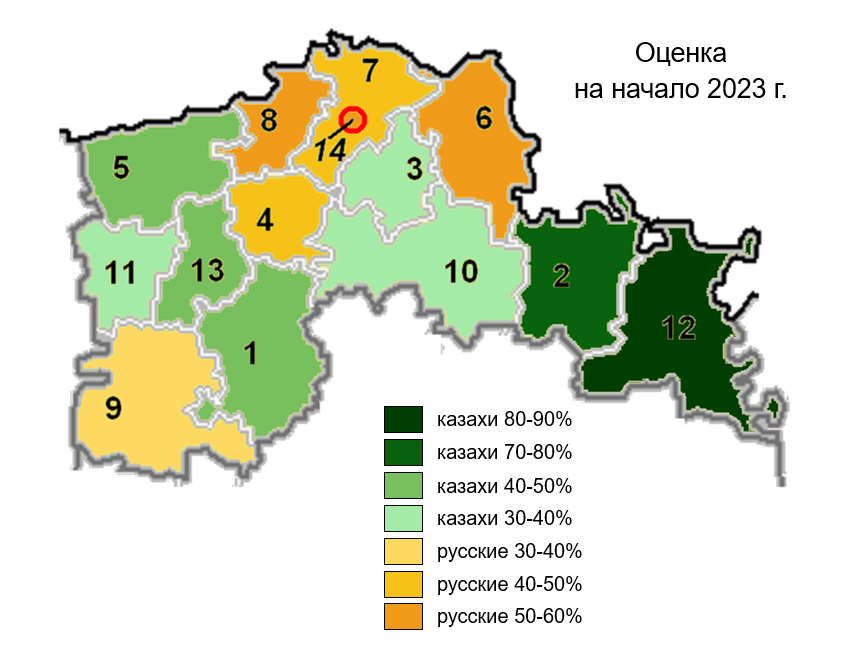
Крупнейшие народы по районам области по оценке на начало 2023 года

Северо-Казахстанская область имеет устойчивую убыль населения, её население с 1989 года сократилось почти на 40 %.
| Численность населения Северо-Казахстанской области | Численность населения Северо-Казахстанской области | Численность населения Северо-Казахстанской области | Численность населения Северо-Казахстанской области | Численность населения Северо-Казахстанской области | Численность населения Северо-Казахстанской области | Численность населения Северо-Казахстанской области |
| 1970                                               | 1979                                               | 1989                                               | 1999                                               | 2003                                               | 2004                                               | 2005                                               |
| -------------------------------------------------- | -------------------------------------------------- | -------------------------------------------------- | -------------------------------------------------- | -------------------------------------------------- | -------------------------------------------------- | -------------------------------------------------- |
| 873 916                                            | ↗889 530                                           | ↗921 416                                           | ↘725 980                                           | ↘682 148                                           | ↘674 497                                           | ↘665 936                                           |
| 2006                                               | 2007                                               | 2008                                               | 2009                                               | 2010                                               | 2011                                               | 2012                                               |
| ↘663 126                                           | ↘660 950                                           | ↘653 921                                           | ↘597 530                                           | ↘592 746                                           | ↘589 308                                           | ↘583 598                                           |
| 2013                                               | 2014                                               | 2015                                               | 2016                                               | 2017                                               | 2018                                               | 2019                                               |
| ↘579 636                                           | ↘575 766                                           | ↘571 759                                           | ↘569 446                                           | ↘563 300                                           | ↘558 584                                           | ↘554 517                                           |
| 2020                                               | 2021                                               | 2022                                               |                                                    |                                                    |                                                    |                                                    |
| ↘548 755                                           | ↘546 217                                           | ↘539 111                                           |                                                    |                                                    |                                                    |                                                    |

### Этнический состав
Согласно данным переписи 1926 года национальный состав населения Акмолинской губернии (в границах современной Северо-Казахстанской области с административным центром в г. Петропавловск):
| Этнос    | Население | %         |
| -------- | --------- | --------- |
| Казахи   | 430 804   | 35,56     |
| Русские  | 394 114   | 32,53     |
| Украинцы | 312 338   | 25,78     |
| Всего    | 1 211 379 | 1 211 379 |

#### По области
|               | 1989, чел. | %       | 1999 , чел. | %       | 2009 , чел. | %       | 2019, чел. | %       |
| ------------- | ---------- | ------- | ----------- | ------- | ----------- | ------- | ---------- | ------- |
| всего         | 912065     | 100,00% | 725980      | 100,00% | 596535      | 100,00% | 554517     | 100,00% |
| Русские       | 469636     | 51,49%  | 361461      | 49,79%  | 300849      | 50,43%  | 274629     | 49,53%  |
| Казахи        | 206060     | 22,59%  | 214697      | 29,57%  | 198641      | 33,30%  | 194239     | 35,03%  |
| Украинцы      | 70525      | 7,73%   | 46980       | 6,47%   | 29817       | 5,00%   | 22883      | 4,13%   |
| Немцы         | 86716      | 9,51%   | 41157       | 5,67%   | 20800       | 3,49%   | 19680      | 3,55%   |
| Татары        | 19977      | 2,19%   | 16472       | 2,27%   | 13024       | 2,18%   | 12058      | 2,17%   |
| Поляки        | 22917      | 2,51%   | 18757       | 2,58%   | 13976       | 2,34%   | 11478      | 2,07%   |
| Белорусы      | 16388      | 1,80%   | 11184       | 1,54%   | 6856        | 1,15%   | 5401       | 0,97%   |
| Азербайджанцы | 1394       | 0,15%   | 1457        | 0,20%   | 1564        | 0,26%   | 1953       | 0,35%   |
| Армяне        | 940        | 0,10%   | 1394        | 0,19%   | 1270        | 0,21%   | 1577       | 0,28%   |
| Таджики       | 164        | 0,02%   | 244         | 0,03%   | 419         | 0,07%   | 1026       | 0,19%   |
| Ингуши        | 942        | 0,10%   | 857         | 0,12%   | 756         | 0,13%   | 729        | 0,13%   |
| Башкиры       | 1755       | 0,19%   | 1063        | 0,15%   | 755         | 0,13%   | 678        | 0,12%   |
| Чуваши        | 1941       | 0,21%   | 1288        | 0,18%   | 850         | 0,14%   | 681        | 0,12%   |
| Литовцы       | 1140       | 0,12%   | 976         | 0,13%   | 698         | 0,12%   | 648        | 0,12%   |
| Узбеки        | 530        | 0,06%   | 322         | 0,04%   | 407         | 0,07%   | 678        | 0,12%   |
| Чеченцы       | 972        | 0,11%   | 919         | 0,13%   | 654         | 0,11%   | 623        | 0,11%   |
| Молдаване     | 1160       | 0,13%   | 766         | 0,11%   | 601         | 0,10%   |            |         |
| Удмурты       | 1428       | 0,16%   | 886         | 0,12%   | 583         | 0,10%   |            |         |
| Мордва        | 1585       | 0,17%   | 1025        | 0,14%   | 543         | 0,09%   | 362        | 0,07%   |
| Корейцы       | 746        | 0,08%   | 534         | 0,07%   | 462         | 0,08%   |            |         |
| Цыгане        | 686        | 0,08%   | 554         | 0,08%   | 431         | 0,07%   |            |         |
| другие        | 4463       | 0,49%   | 2987        | 0,41%   | 2579        | 0,43%   | 5194       | 0,94%   |

#### По районам
Этнический состав также значительно варьирует по районам и городам области. В области проживает крупнейшая в Казахстане польская диаспора (см. поляки в Казахстане).
|    | Район                   | Всего  | Рус- ские | %       | Каза- хи | %       | Ук- раин- цы | %       | Нем- цы | %      | По- ля- ки | %       | Та- та- ры | %      | Бело- русы | %      | Азер- байд- жан- цы | %      | Ар- мя- не | %      |
| -- | ----------------------- | ------ | --------- | ------- | -------- | ------- | ------------ | ------- | ------- | ------ | ---------- | ------- | ---------- | ------ | ---------- | ------ | ------------------- | ------ | ---------- | ------ |
|    | ОБЛАСТЬ                 | 596535 | 300849    | 50,43 % | 198641   | 33,30 % | 29817        | 5,00 %  | 20800   | 3,49 % | 13976      | 2,34 %  | 13024      | 2,18 % | 6856       | 1,15 % | 1564                | 0,26 % | 1270       | 0,21 % |
| 1  | Айыртауский район       | 44129  | 20506     | 46,47 % | 17179    | 38,93 % | 2047         | 4,64 %  | 1703    | 3,86 % | 347        | 0,79 %  | 760        | 1,72 % | 717        | 1,62 % | 33                  | 0,07 % | 66         | 0,15 % |
| 2  | Акжарский район         | 18975  | 2602      | 13,71 % | 14681    | 77,37 % | 608          | 3,20 %  | 298     | 1,57 % | 72         | 0,38 %  | 212        | 1,12 % | 279        | 1,47 % | 11                  | 0,06 % | 7          | 0,04 % |
| 3  | Аккайынский район       | 22941  | 9875      | 43,05 % | 7679     | 33,47 % | 2150         | 9,37 %  | 1673    | 7,29 % | 369        | 1,61 %  | 435        | 1,90 % | 293        | 1,28 % | 44                  | 0,19 % | 46         | 0,20 % |
| 4  | Есильский район         | 28552  | 14645     | 51,29 % | 11718    | 41,04 % | 705          | 2,47 %  | 746     | 2,61 % | 111        | 0,39 %  | 147        | 0,51 % | 107        | 0,37 % | 20                  | 0,07 % | 59         | 0,21 % |
| 5  | Жамбылский район        | 25378  | 9812      | 38,66 % | 11917    | 46,96 % | 1885         | 7,43 %  | 886     | 3,49 % | 38         | 0,15 %  | 311        | 1,23 % | 176        | 0,69 % | 46                  | 0,18 % | 40         | 0,16 % |
| 6  | район Магжана Жумабаева | 36924  | 20658     | 55,95 % | 10734    | 29,07 % | 1905         | 5,16 %  | 1804    | 4,89 % | 197        | 0,53 %  | 509        | 1,38 % | 373        | 1,01 % | 184                 | 0,50 % | 36         | 0,10 % |
| 7  | Кызылжарский район      | 44454  | 28198     | 63,43 % | 11119    | 25,01 % | 1262         | 2,84 %  | 1474    | 3,32 % | 213        | 0,48 %  | 775        | 1,74 % | 388        | 0,87 % | 104                 | 0,23 % | 152        | 0,34 % |
| 8  | Мамлютский район        | 21369  | 12414     | 58,09 % | 5535     | 25,90 % | 582          | 2,72 %  | 760     | 3,56 % | 42         | 0,20 %  | 1371       | 6,42 % | 168        | 0,79 % | 66                  | 0,31 % | 30         | 0,14 % |
| 9  | район Габита Мусрепова  | 45538  | 19389     | 42,58 % | 14601    | 32,06 % | 5358         | 11,77 % | 2226    | 4,89 % | 306        | 0,67 %  | 696        | 1,53 % | 1346       | 2,96 % | 212                 | 0,47 % | 85         | 0,19 % |
| 10 | Тайыншинский район      | 50757  | 11951     | 23,55 % | 13629    | 26,85 % | 6117         | 12,05 % | 4757    | 9,37 % | 11467      | 22,59 % | 304        | 0,60 % | 1435       | 2,83 % | 82                  | 0,16 % | 139        | 0,27 % |
| 11 | Тимирязевский район     | 13978  | 6071      | 43,43 % | 5279     | 37,77 % | 896          | 6,41 %  | 355     | 2,54 % | 70         | 0,50 %  | 272        | 1,95 % | 264        | 1,89 % | 205                 | 1,47 % | 16         | 0,11 % |
| 12 | Уалихановский район     | 17991  | 1043      | 5,80 %  | 15962    | 88,72 % | 332          | 1,85 %  | 203     | 1,13 % | 4          | 0,02 %  | 224        | 1,25 % | 85         | 0,47 % | 7                   | 0,04 % | 2          | 0,01 % |
| 13 | район Шал акына         | 23095  | 9773      | 42,32 % | 10618    | 45,98 % | 1185         | 5,13 %  | 844     | 3,65 % | 27         | 0,12 %  | 151        | 0,65 % | 198        | 0,86 % | 35                  | 0,15 % | 23         | 0,10 % |
| 14 | Петропавловск, г.а.     | 202454 | 133912    | 66,14 % | 47990    | 23,70 % | 4785         | 2,36 %  | 3071    | 1,52 % | 713        | 0,35 %  | 6857       | 3,39 % | 1027       | 0,51 % | 515                 | 0,25 % | 569        | 0,28 % |

|    |                              | Всего  | Рус- ские | %       | Каза- хи | %       | Ук- раин- цы | %       | Нем- цы | %      | По- ля- ки | %       | Та- та- ры | %      | Бело- русы | %      | Азер- байд- жан- цы | %      | Ар- мя- не | %      |
| -- | ---------------------------- | ------ | --------- | ------- | -------- | ------- | ------------ | ------- | ------- | ------ | ---------- | ------- | ---------- | ------ | ---------- | ------ | ------------------- | ------ | ---------- | ------ |
|    | ОБЛАСТЬ                      | 554517 | 274629    | 49,53 % | 194239   | 35,03 % | 22883        | 4,13 %  | 19680   | 3,55 % | 11478      | 2,07 %  | 12058      | 2,17 % | 5401       | 0,97 % | 1953                | 0,35 % | 1577       | 0,28 % |
| 1  | Айыртауский район            | 36951  | 17389     | 47,06 % | 14418    | 39,02 % | 1459         | 3,95 %  | 1471    | 3,98 % | 302        | 0,82 %  | 666        | 1,80 % | 527        | 1,43 % | 33                  | 0,09 % | 49         | 0,13 % |
| 2  | Акжарский район              | 15702  | 2208      | 14,06 % | 12288    | 78,26 % | 396          | 2,52 %  | 227     | 1,45 % | 48         | 0,31 %  | 196        | 1,25 % | 189        | 1,20 % | 6                   | 0,04 % | 2          | 0,01 % |
| 3  | Аккайынский район            | 18972  | 8340      | 43,96 % | 6329     | 33,36 % | 1471         | 7,75 %  | 1489    | 7,85 % | 292        | 1,54 %  | 380        | 2,00 % | 243        | 1,28 % | 32                  | 0,17 % | 46         | 0,24 % |
| 4  | Есильский район              | 22356  | 12107     | 54,16 % | 8654     | 38,71 % | 371          | 1,66 %  | 634     | 2,84 % | 127        | 0,57 %  | 109        | 0,49 % | 61         | 0,27 % | 21                  | 0,09 % | 47         | 0,21 % |
| 5  | Жамбылский район             | 19447  | 8080      | 41,55 % | 8658     | 44,52 % | 1267         | 6,52 %  | 701     | 3,60 % | 43         | 0,22 %  | 226        | 1,16 % | 111        | 0,57 % | 52                  | 0,27 % | 33         | 0,17 % |
| 6  | район Магжана Жумабаева      | 29924  | 17196     | 57,47 % | 8541     | 28,54 % | 1245         | 4,16 %  | 1497    | 5,00 % | 144        | 0,48 %  | 413        | 1,38 % | 251        | 0,84 % | 187                 | 0,62 % | 28         | 0,09 % |
| 7  | Кызылжарский район           | 44214  | 25319     | 57,26 % | 13841    | 31,30 % | 1003         | 2,27 %  | 1412    | 3,19 % | 202        | 0,46 %  | 739        | 1,67 % | 334        | 0,76 % | 126                 | 0,28 % | 176        | 0,40 % |
| 8  | Мамлютский район             | 17845  | 10412     | 58,35 % | 4492     | 25,17 % | 382          | 2,14 %  | 643     | 3,60 % | 31         | 0,17 %  | 1206       | 6,76 % | 128        | 0,72 % | 56                  | 0,31 % | 19         | 0,11 % |
| 9  | район имени Габита Мусрепова | 40850  | 17607     | 43,10 % | 13398    | 32,80 % | 4289         | 10,50 % | 2076    | 5,08 % | 273        | 0,67 %  | 651        | 1,59 % | 1038       | 2,54 % | 248                 | 0,61 % | 97         | 0,24 % |
| 10 | Тайыншинский район           | 43140  | 10482     | 24,30 % | 12208    | 28,30 % | 4872         | 11,29 % | 4197    | 9,73 % | 8919       | 20,67 % | 250        | 0,58 % | 1158       | 2,68 % | 76                  | 0,18 % | 128        | 0,30 % |
| 11 | Тимирязевский район          | 11290  | 5132      | 45,46 % | 4162     | 36,86 % | 616          | 5,46 %  | 292     | 2,59 % | 53         | 0,47 %  | 206        | 1,82 % | 193        | 1,71 % | 192                 | 1,70 % | 19         | 0,17 % |
| 12 | Уалихановский район          | 16293  | 902       | 5,54 %  | 14655    | 89,95 % | 236          | 1,45 %  | 154     | 0,95 % | 2          | 0,01 %  | 184        | 1,13 % | 55         | 0,34 % | 10                  | 0,05 % | 4          | 0,02 % |
| 13 | район Шал акына              | 18577  | 8128      | 43,75 % | 8426     | 45,36 % | 718          | 3,86 %  | 704     | 3,79 % | 8          | 0,04 %  | 174        | 0,94 % | 138        | 0,74 % | 22                  | 0,12 % | 20         | 0,11 % |
| 14 | Петропавловск, г.а.          | 218956 | 131327    | 59,58 % | 64169    | 29,31 % | 4558         | 2,08 %  | 4183    | 1,91 % | 1034       | 0,47 %  | 6658       | 3,04 % | 975        | 0,45 % | 892                 | 0,41 % | 909        | 0,42 % |

После обретения независимости Казахстана произошли изменения доли казахов в районах области, приведшие к тому, что в 4 районах из 13 казахи составляют относительное большинство, а в 2-х — абсолютное.

## Образование
За годы независимости управлением образования успешно реализована программа «Балапан» в дошкольном образовании. С 2010 года в области открыто 187 детских садов и мини-центров. Построено 12 детских садов на 2985 мест, в том числе в г. Петропавловске за счёт частных инвестиций в 2015 году 3 детских сада на 775 мест и в 2017 году в рамках государственного частного партнерства 2 детских сада на 230 мест.
С 1991 по 2019 год в области построена 41 школа на 10668 мест.
В 2015 году в областном центре построена Назарбаев Интеллектуальная школа химико-биологического направления на 720 мест с интернатом на 120 мест.
Для ликвидации трёхсменного обучения в областном центре строятся две школы (1800 мест). С 1993 года в области открыто 4 специализированных учреждения образования для одарённых детей.
В ряду новых явлений сферы образования, порождённых демократическими реформами, одним из наиболее значимых с полным основанием можно считать дополнительное образование детей. Гордостью североказахстанцев стал Дворец школьников «Диджитал Урпак (Digital URPAQ)», построенный в 2019 году 9 ноября по особому проекту и специально для дополнительного развития детей и юношества. Дворец с высокотехнологичной базой позиционируется как центр интеллектуального развития нового поколения, растущего в условиях Цифрового Казахстана. Сегодня во Дворце открыто 77 кружков, где занимаются полторы тысячи детей. Охват дополнительным образованием в областном центре увеличился на 10 %, и составил 90,9 %.

## Транспорт
Протяжённость автомобильных дорог в области около 9 тысяч километров, в том числе 1468 километров — республиканского, а 2437 километров — областного значения. От 51 до 56 % автомобильных дорог в области находится в аварийном состоянии. В аварийном состоянии находится треть мостов.

## Акимы
Северо-Казахстанский областной комитет КП Казахстана
Председатели Северо-Казахстанского облисполкома
1. Гартман, Владимир Карлович (1992—1997)
2. Ахметов, Даниал Кенжетаевич (1997—1999)
3. Нагманов, Кажмурат Ибраевич (октябрь 1999 — май 2002)
4. Смирнов, Анатолий Владимирович (17 мая 2002 — 24 декабря 2003)
5. Мансуров, Таир Аймухаметович (24 декабря 2003 — 9 октября 2007)
6. Билялов, Серик Султангазинович (9 октября 2007 — январь 2013)
7. Ескендиров, Самат Сапарбекович (22 января 2013 — 27 мая 2014)
8. Султанов, Ерик Хамзинович (27 мая 2014 года — 14 марта 2017)
9. Аксакалов, Кумар Иргибаевич (14 марта 2017 — 1 декабря 2022)
10. Сапаров, Айдарбек Сейпеллович (1 декабря 2022 — 4 сентября 2023)
11. Нурмухамбетов, Гауез Торсанович (с 23 сентября 2023)[27]

## Города Северо-Казахстанской области
В Северо-Казахстанской области существует 5 городов: Петропавловск, Тайынша, Булаево, Мамлютка и Сергеевка.
Из них с населением выше 10 тысяч человек: Петропавловск (208 362 чел. (2014 год)), Тайынша (11 627 чел. (2013 год)). Остальные города имеют население ниже 10 тысяч человек.